# مانفرد وولکه
مانفرد وولکه (انگلیسی: Manfred Wolke؛ زادهٔ ۱۴ ژانویهٔ ۱۹۴۳) بوکسور اهل آلمان بود.